# Сапутници (мини-серија)
Сапутници (енгл. Fellow Travelers) америчка је телевизијска мини-серија настала по истоименом роману Томаса Малона. Главне улоге тумаче Мет Бомер и Џонатан Бејли, а усредсређена је на деценијама дугу љубав између два мушкарца који су се први пут срели током врхунца макартизма 1950-их.

## Радња
У Вашингтону, током хомофобичног Страха боје лаванде 1950-их, два мушкарца — харизматични и амбициозни Хокинс Фулер и религиозни идеалиста Тим Лохлин — заљубљују се и започињу ризичну, узбудљиву и сензуалну везу дугу деценијама.

## Улоге
| Глумац           | Улога         |
| ---------------- | ------------- |
| Мет Бомер        | Хокинс Фулер  |
| Џонатан Бејли    | Тим Лохлин    |
| Џелани Аладин    | Маркус Гејнс  |
| Лајнус Роуч      | Весли Смит    |
| Ноа Џеј Рикетс   | Френки Хајнс  |
| Алисон Вилијамс  | Луси Смит     |
| Вил Брил         | Рој Кон       |
| Крис Бауер       | Џозеф Макарти |
| Ерин Нофер       | Мери Џонсон   |
| Мет Висер        | Дејвид Шин    |
| Кристина Хорн    | Џин Кер       |
| Кира Грејвс      | Адисон        |
| Челси Расел      | Сторм         |
| Енди Милн        | Андре         |
| Дејвид Томлинсон | Еди Кофлер    |
| Џејн Мофат       | Хелен Смит    |
| Мајк Тејлор      | Леонард Смит  |
| Роузмери Дансмор | Естел         |
| Мајкл Теријо     | Фред Требанд  |
| Џуд Вилсон       | Џером         |
| Британи Рејмонд  | Тиган Селерс  |
| Етјен Келичи     | Џексон        |
| Морган Левер     | Крејг         |

## Епизоде
| Бр. еп. | Наслов                  | Редитељ         | Teleplay by                                                           | Премијера          |
| --- | ----------------------- | --------------- | --------------------------------------------------------------------- | ------------------ |
| 1 | Ти си диван             | Данијел Минахан | Рон Нисуонер                                                          | 29. октобар 2023.  |
| У Вашингтону 1950-их, ратни херој који је постао бирократа и религиозни човек се заљубљују                   |                         |                 |                                                                       |                    |
| 2 | Отпоран на метке        | Данијел Минахан | Ди Џонсон                                                             | 5. новембар 2023.  |
| Хок се удаљава од Тима док истраге почињу. Криза због сиде разара живот хомосексуалаца.                      |                         |                 |                                                                       |                    |
| 3 | Удари ме                | Дестини Екарага | Teleplay by : Брендон К. Хајнс и Jack Solomon Story by : Рон Нисуонер | 12. новембар 2023. |
| Заједничка путовања Хока и Тима добијају неугодан преокрет када се открију скривени мотиви.                  |                         |                 |                                                                       |                    |
| 4 | Јаја на отвореној ватри | Џејмс Кент      | Анја Лета                                                             | 19. новембар 2023. |
| Хок се удвара Луси да бу отклонио сумње. Током 1980-их Тим регрутује Хока у групу активиста посвећених сиди. |                         |                 |                                                                       |                    |
| 5 | Обећај да нећеш писати  | Џејмс Кент      | Кејти Роуз Роџерс и Роби Роџерс                                       | 26. новембар 2023. |
| Хок покушава да заштити сенатора Смита. Тим доноси одлуку која ће му променити живот.                        |                         |                 |                                                                       |                    |
| 6 | Преко сваке мере        | Ута Бризвиц     | Ди Џонсон                                                             | 3. децембар 2023.  |
| Године 1968. Тим ради као антиратни активиста, док Хок и Луси имају двоје деце.                              |                         |                 |                                                                       |                    |
| 7 | Беле ноћи               | Дестини Екарага | Брендон К. Хајнс и Рон Нисуонер                                       | 10. децембар 2023. |
| Године 1979. Тим посећује Хока на Фајер Ајланду где њих двојица обилазе њујоршки „геј рај”.                  |                         |                 |                                                                       |                    |
| 8 | Олакшај                 | Ута Бризвиц     | Teleplay by : Анја Лета и Џек Соломон Story by : Рон Нисуонер         | 17. децембар 2023. |
| Године 1986. у Сан Франциску, Тим доноси тешку одлуку која заувек мења Хоков живот.                          |                         |                 |                                                                       |                    |